# منتخب منغوليا لكرة القدم للسيدات
منتخب منغوليا لكرة القدم للسيدات هو ممثل منغوليا الرسمي في المنافسات الدولية في كرة القدم للسيدات.